# Óledince
Óledince (szerbül Стари Лединци / Stari Ledinci) falu Szerbiában, a Vajdaságban, a Dél-bácskai körzetben, Újvidék községben.

## Népesség

### Demográfiai változások
| 1948 | 1953 | 1961 | 1971 | 1981 | 1991 | 2002 |
| ---- | ---- | ---- | ---- | ---- | ---- | ---- |
| 233  | 267  | 338  | 399  | 570  | 642  | 823  |